# Antonio Ciseri
Antonio Ciseri (25 oktober, 1821  – 8 maart, 1891) was een Zwitserse kunstenaar.
Ciseri werd geboren in Ronco sopra Ascona in Ticino in Zwitserland. In 1833 verhuisde hij met zijn vader naar Florence. Hij werd in 1834 toegelaten aan de Accademia di Belle Arti, waar hij oefende onder Niccola Benvenuti. Zijn religieuze schilderijen zijn Raphaelesque in hun compositionele schetsen en hun gepolijste gronden, maar zijn bijna fotorealistisch. Hij vervulde enige belangrijke commissies van kerken in Italië en Zwitserland. Ciseri schilderde ook een aanzienlijk aantal portretten. Hij overleed in Florence op 8 maart 1891.

## Galerij

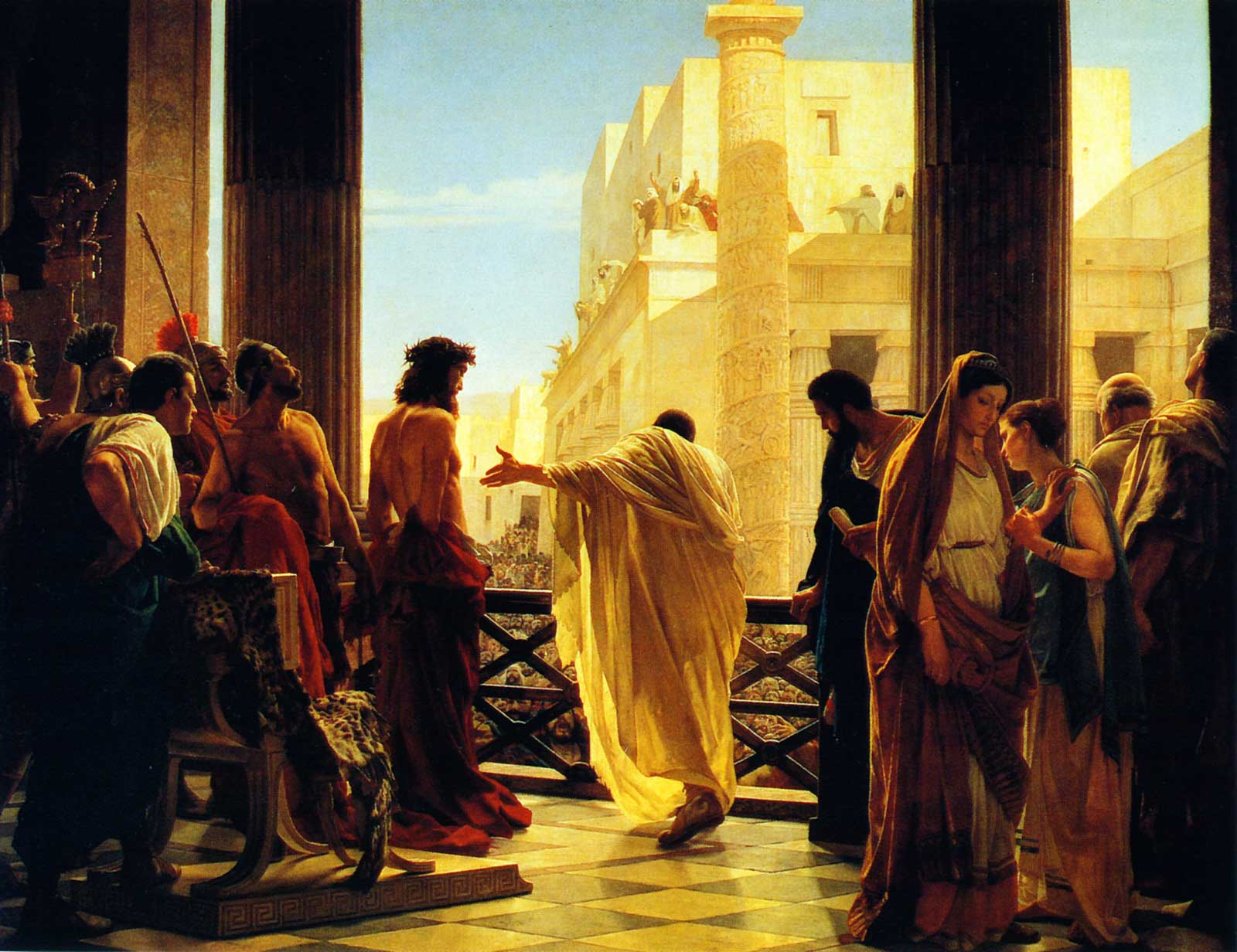
Ecce Homo
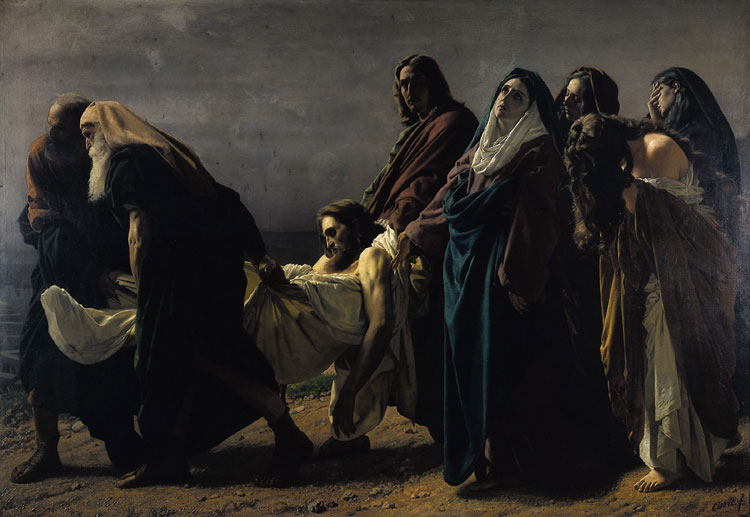
The Transport of Christ to the Sepulcher (1864-1870)